# ビジャ・ソルダーティ
ビジャ・ソルダーティ(Villa Soldati)は、アルゼンチンの首都ブエノスアイレス自治市の南西部にある地区（バリオ）である。コムーナ8に属しており、2001年の人口は41,228人である。
地区住民の40%は1973年から1979年にかけて開発された公営住宅に住んでいる。2月27日通り、コロネル・エステバン・ボノリーノ通り、ヘネラル・フランシスコ・フェルナンデス・デ・ラ・クルス通り、バレーラ通り、モレーノ通り、カスタニャレス通り、エスカラーダ通りで他地区と隔てられている。

## 歴史

### ビジャ・ルガーノ地区の一部として
1908年、今日のビジャ・ルガーノ地区とビジャ・ソルダーティ地区を含む地域は、ホセ・ソルダーティ博士によって「ビジャ・ルガーノ地区」として建設された。最初の区画は1911年に売却されたが、地形的理由から頻繁に洪水に悩まされ、地域の大部分が未開発のまま残った。1930年代に巨大なバスク乳製品工場が設立されたが、1936年には地区内に廃棄物の最終処分場が建設され、地区の将来的な成長の望みをくじいた。
1962年6月11日朝には地区内の踏切で列車とバスが衝突するビジャ・ソルダーティ踏切事故が起こり、43人（ほとんどが子ども）が死亡した。1972年、正式にビジャ・ルガーノ地区から分離されてビジャ・ソルダーティ地区となった。

### ビジャ・ソルダーティ地区分離後
軍事政権に指名されたオスバルド・カッチャトーレ市長の任期中、地域は劇的な変化を受けた。カッチャトーレ市長はブエノスアイレス都市公園というアミューズメントパークの建設を通じて、市の最貧地区だったビジャ・ソルダーティ地区の活性化を企て、最終処分場だった場所に1977年に建設が行なわれたが、1980年に開発業者(Interama)が破産し、グループの100万ドル以上もの負債の吸収に関してカッチャトーレ市長と市で論争となった。結局、このアミューズメントパークは計画入場者数（年間1500万人）を達成したことがないばかりか、最高入場者数を記録した年でも年間100万人に満たない。
エスタディオ・パルケ・ロカは2006年にビジャ・ソルダーティ地区に完成した多目的スタジアムであり、デビスカップ・アルゼンチン代表のホームとなった。初めて開催したスポーツイベントとなった2006年のデビスカップでは、パルケ・ロカで準決勝が行なわれた。2010年12月11日、地区内のインドアメリカーノ公園にある不法占拠地で暴力事件が発生し、警察とアルゼンチン軍がユニットを組み秩序回復に出動する事態となった。この事件では銃に撃たれて3人の住民が死亡した。

## ギャラリー

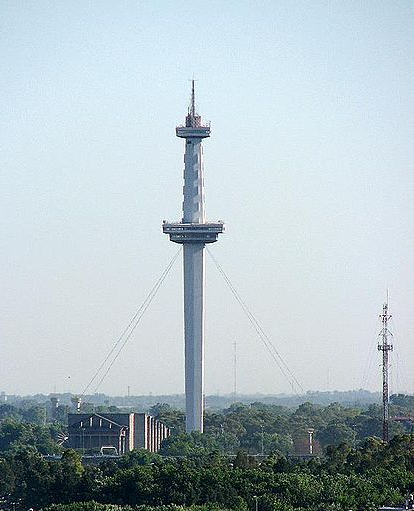
アミューズメントパークのスペースタワー
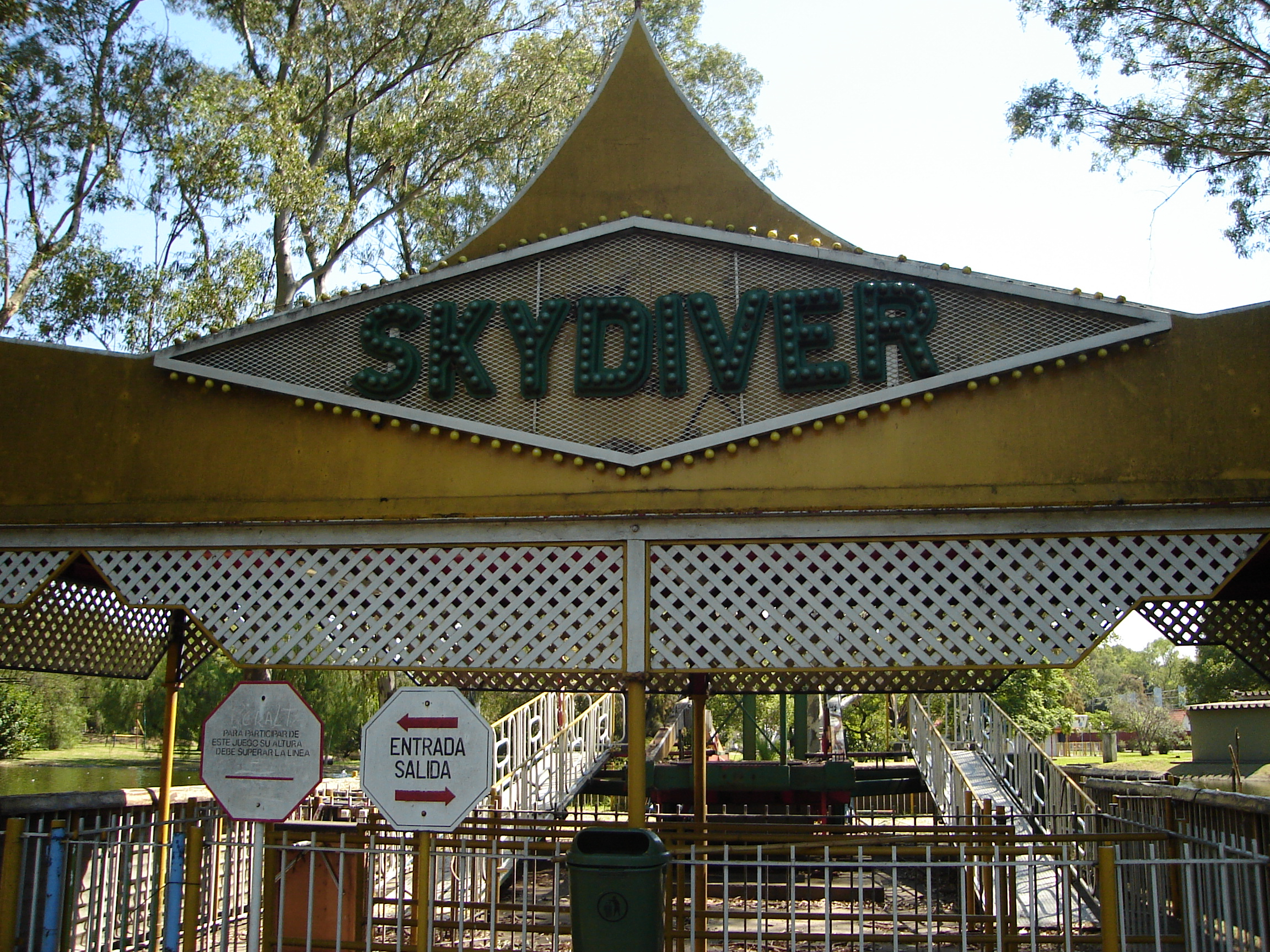
2003年に閉鎖されたSky Diverというアトラクション